# Grieves
Grieves, de son vrai nom Benjamin Laub, né le 23 février 1984 à Chicago, dans l'Illinois, est un rappeur et producteur de musique américain. Il est signé sur le label Rhymesayers Entertainment.

## Biographie
Né à Chicago, dans l'Illinois,, Laub vit, durant sa jeunesse, dans le Colorado, à San Diego et à New York avant de s'établir à Seattle.
Grieves publie son premier album studio, Irreversible, indépendamment en 2007. En 2008, Grieves fait équipe avec le multi-instrumentiste et producteur Budo, avec qui il publie ses deux prochains albums : 88 Keys & Counting en 2010 et Together/Apart en 2011. Together/Apart atteint la 106e place du Billboard 200. La même année, les deux artistes participent aux festivals South by Southwest et Vans Warped Tour. Sa musique fait l'objet d'articles dans différentes publications parmi lesquelles Real Detroit Weekly, Seattle Weekly et le Washington Post. Son quatrième album, Winter and the Wolves, est publié le 25 mars 2014 et a culminé à la 57e place du Billboard 200.

## Discographie

### Albums studio
- 2007 : Irreversible
- 2010 : 88 Keys and Counting (avec Budo)
- 2011 : Together/Apart
- 2014 : Winter and the Wolves
- 2017 : Running Wild
- 2019 : The Collections of Mr. Nice Guy
- 2021 : Canopy

### Compilation
- 2009 : The Falling Off Your Shoes (avec Budo et Macklemore)

### EPs
- 2005 : Every Hell Has Its Springtime
- 2008 : My Girlfriend Beats Me EP (avec Type, sous le nom Illegitimate Children)
- 2010 : The Confessions of Mr. Modest
- 2010 : A Tribute to Felt 3 (avec Budo)